# たんせい3号
たんせい3号（たんせい3ごう）は、東京大学宇宙航空研究所（後の宇宙科学研究所、現在の宇宙航空研究開発機構宇宙科学研究本部）が打ち上げた技術試験用人工衛星である。開発・製造は日本電気が担当した。開発名はMS-T3。

## 目的
当機は宇宙航空研究所の開発した全段固体ロケットであるM-3Hロケットの打ち上げ性能試験、コールドジェットによる姿勢制御実験、及び沿磁力線姿勢制御実験を行うことを目的に開発された。なお、当機の設計は後続の科学衛星「きょっこう」と一部共通している。

## 運用
当機は1977年2月19日18:15 (JST) 、鹿児島宇宙空間観測所からM-3Hロケット1号機により打ち上げられ、近地点高度791km、遠地点高度3,813km、軌道傾斜角65.8°の楕円軌道に投入された。ミッション期間は電池の寿命である2週間を予定した。
軌道投入時、キックモーターと結合した状態の衛星が予期せぬコーニングを始めると言うトラブルが発生した。これはキックモーターの噴射により自然に収まり事無きを得たが、原因がヒートパイプ中の液体であると推測されたため、後の「きょっこう」ではヒートパイプを搭載しないよう設計変更された。
ミッション前半で予定されたコールドジェット実験は、地上からの妨害電波による誤作動により途中で中止された。このトラブルは後の衛星での誤作動防止策に生かされた。コールドジェット実験中止の後、沿磁力線姿勢制御実験を行い、想定した成果を得た。